# Figa (district de Rimavská Sobota)
Figa (hongrois : Gömörfüge) est un village de Slovaquie situé dans la région de Banská Bystrica.

## Histoire
La première mention écrite du village date de 1294.
La localité fut annexée par la Hongrie après le premier arbitrage de Vienne le 2 novembre 1938. En 1938, on comptait 463 habitants dont 5 d'origine juive. Elle faisait partie du district de Tornaľa (hongrois : Tornaljai járás). Le nom de la localité avant la Seconde Guerre mondiale était Figa/Füge. Durant la période 1938 - 1945, le nom hongrois Gömörfüge était d'usage. À la libération, la commune a été réintégrée dans la Tchécoslovaquie reconstituée.

## Démographie

### Évolution de la population
| Année:               | 1994. | 2004.   | 2014.    | 2024.   |
| -------------------- | ----- | ------- | -------- | ------- |
| Nombre de personnes: | 372   | 379     | 423      | 421     |
| Différence:          |       | +1,88 % | +11,60 % | -0,47 % |

| Année:               | 2023. | 2024.   |
| -------------------- | ----- | ------- |
| Nombre de personnes: | 426   | 421     |
| Différence:          |       | -1,17 % |